# ラテン教父
ラテン教父（ラテンきょうふ、英語：Latin Fathers）は、古代から中世初期、2世紀から8世紀ごろまでのキリスト教著述家で、特にラテン語で著述を行った神学者の一群のこと。ギリシア語で著作を行った教父たちはギリシア教父という。教父というのは、特に正統信仰の著述を行い、自らも聖なる生涯を送ったと教会が認めた人々のことである。最初のラテン教父は2世紀のテルトゥリアヌスである。以降誰までをラテン教父と呼ぶのかということに関しては厳密な定義はないが、ラテン教父の代表としては「西欧の教師」と呼ばれたアウグスティヌスがあげられる。

## 代表的なラテン教父
斜字となっている人物は、必ずしも「教父」と呼ばれない。

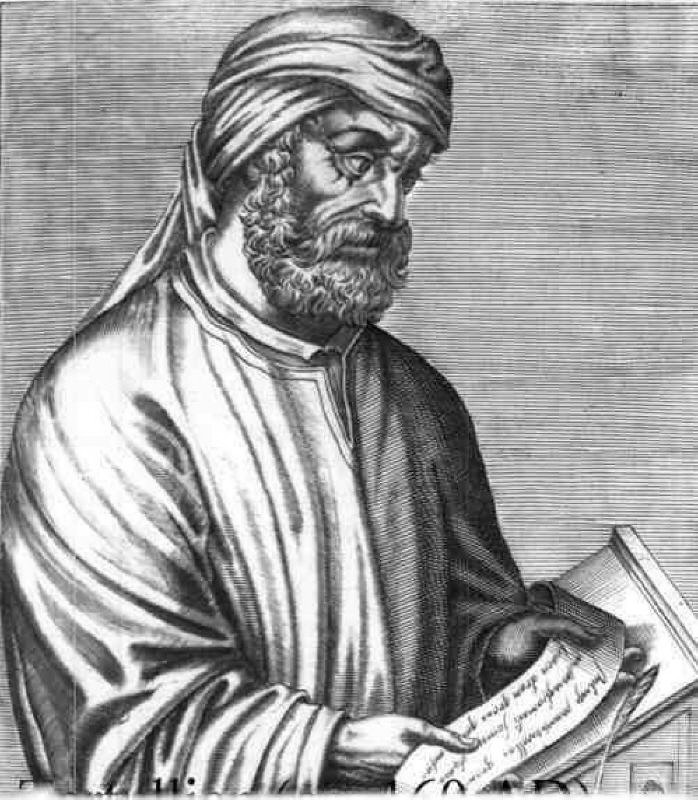
テルトゥリアヌス
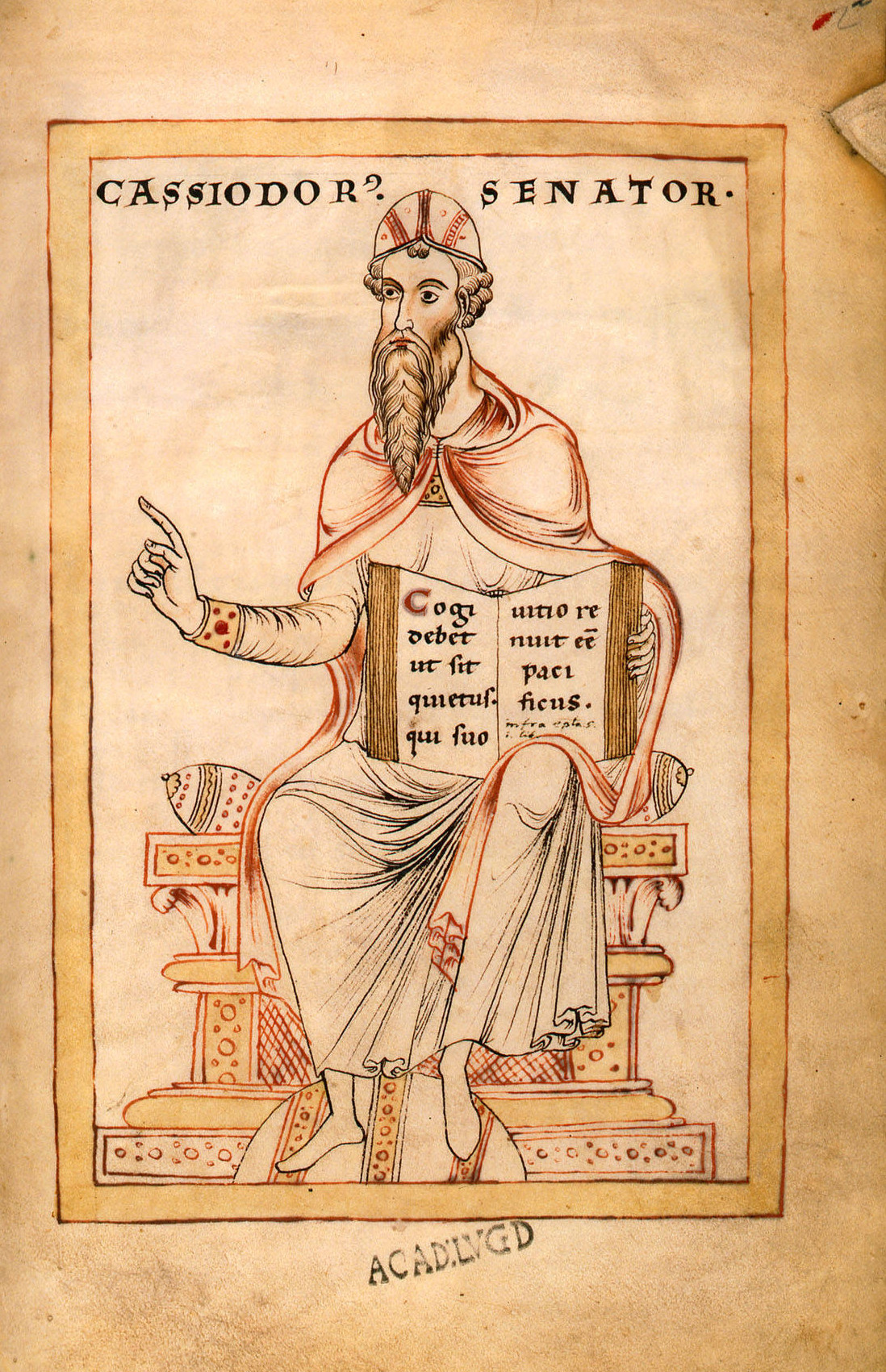
カッシオドルス
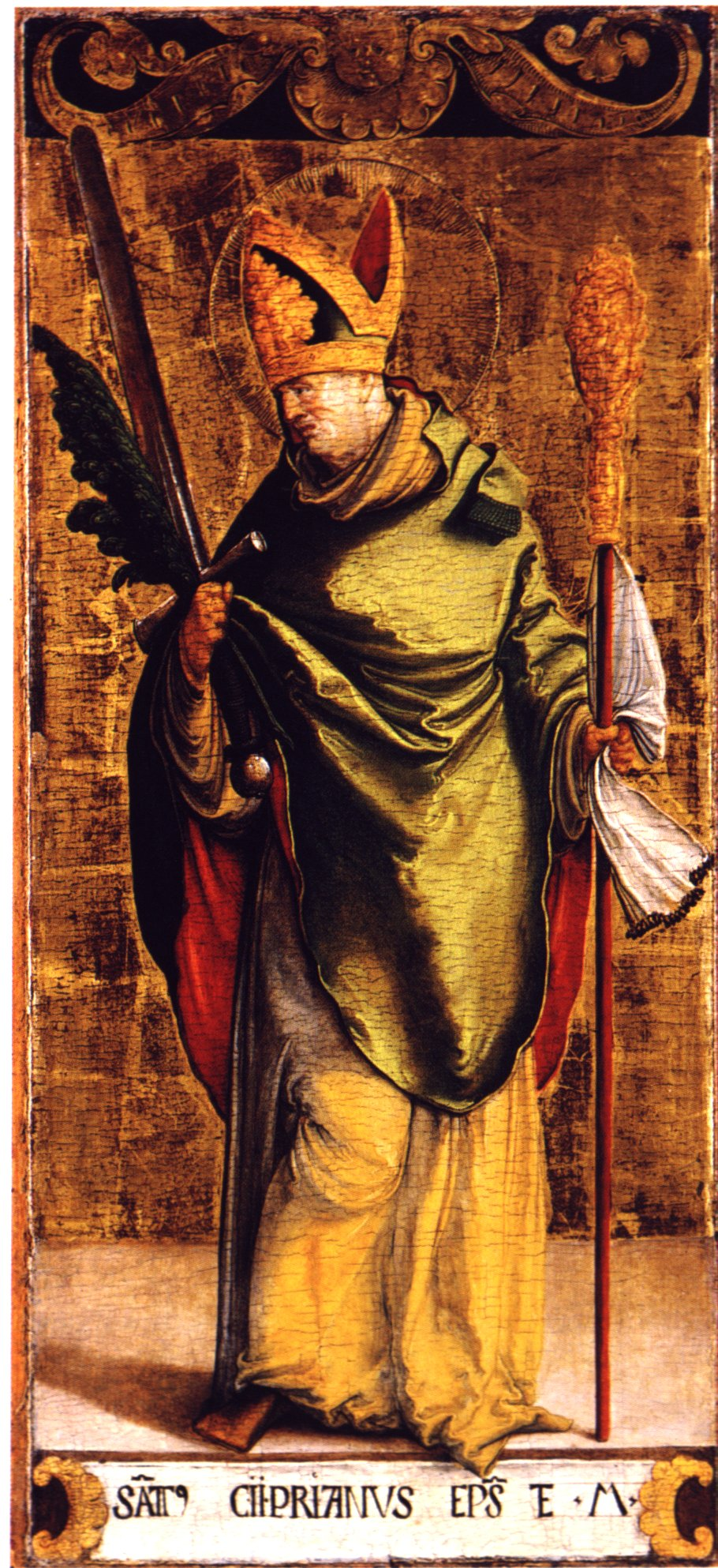
キプリアヌス
ノウァティアヌス
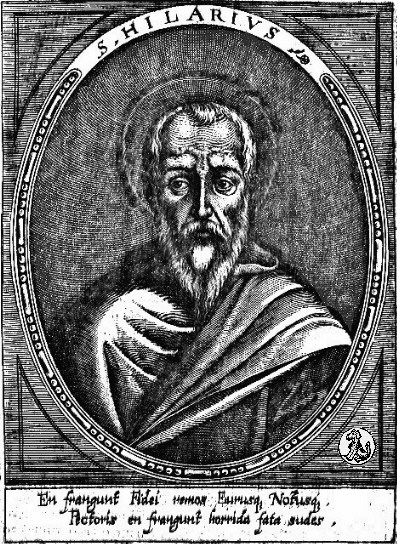
ポワティエのヒラリウス
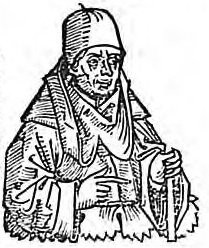
ヨハネス・カッシアヌス
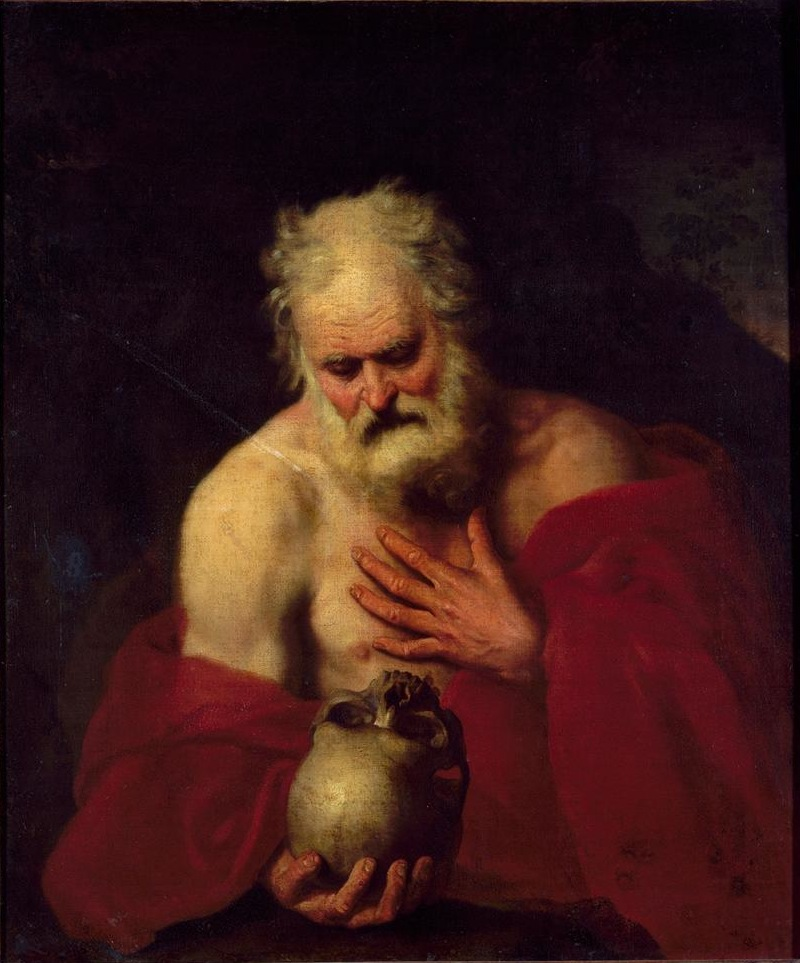
ヒエロニムス
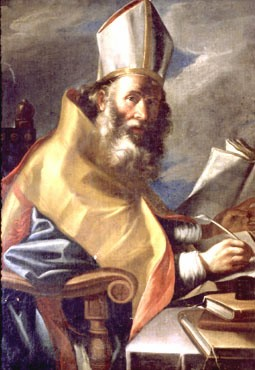
ミラノのアンブロシウス
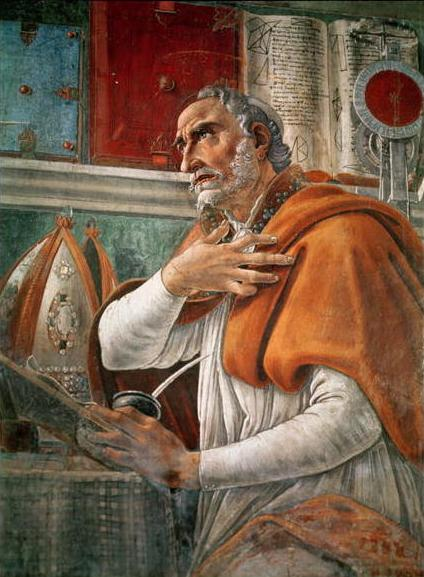
ヒッポのアウグスティヌス
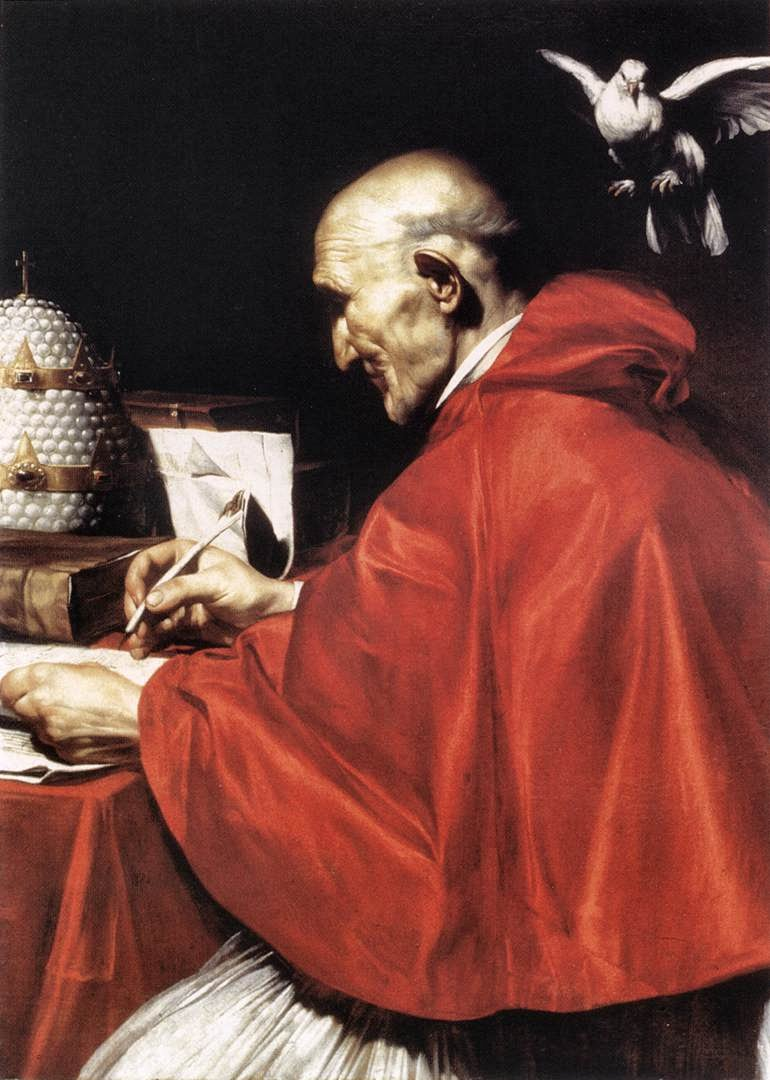
教皇グレゴリウス1世
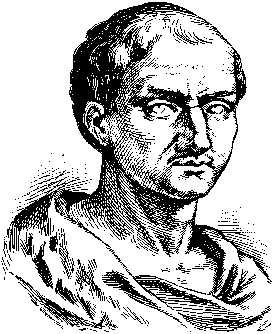
ボエティウス
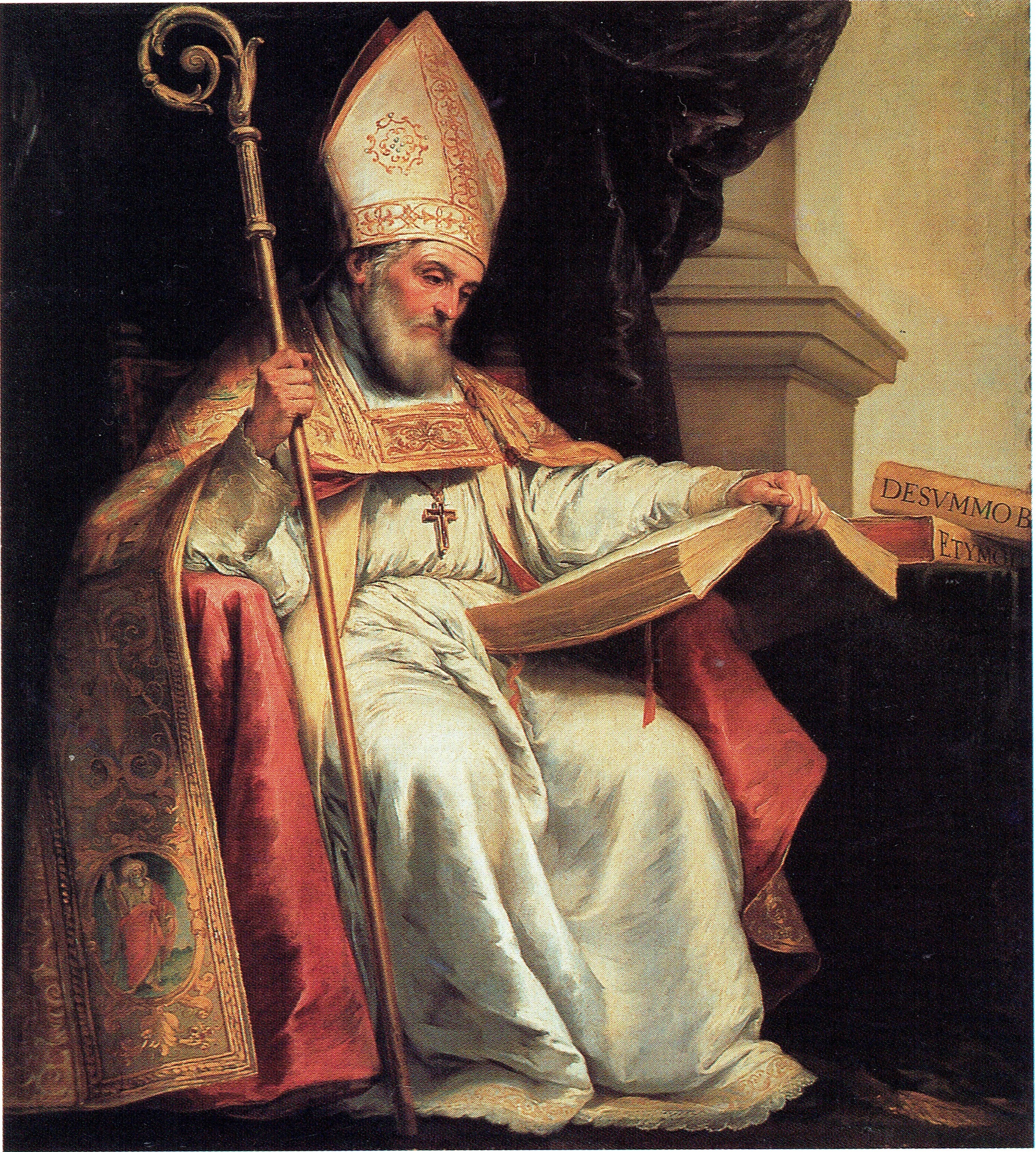
セビリアのイシドロス